# Stefano Satta Flores
Stefano Satta Flores, född 14 januari 1937 i Neapel, Kampanien, död 22 oktober 1985 i Rom, var en italiensk skådespelare och dramatiker.

## Roller i urval
- 1966 – Otrogen på italienska
- 1968 – La ragazza con la pistola
- 1974 – Vi som älskade varann så mycket
- 1975 – Quanto è bello lu murire acciso
- 1975 – Salong Kitty
- 1977 – Il prefetto di ferro
- 1977 – Padre padrone
- 1978 – Döden i grytan
- 1980 – Terrassen
- 1984 – Hundra dagar i Palermo